# Джаннини, Джанкарло
Джанкарло Джаннини (итал. Giancarlo Giannini; род. 1 августа 1942) — итальянский актёр, номинант на премию «Оскар».

## Биография
Джанкарло Джаннини родился 1 августа 1942 года в городе Специя района Лигурия на северо-западе Италии. С самого детства он интересовался электроникой, и в течение 10 лет изучал её в Неаполе, затем его интересы сместились в сторону актёрского мастерства. В возрасте 18 лет он поступил в Национальную академию драматических искусств в Риме, и сделал свой сценический дебют в 1961 году в роли Пака в шекспировской пьесе «Сон в летнюю ночь». Джаннини быстро накопил богатый театральный опыт, достаточный для того, чтобы попробовать свои силы в кино. Он способствовал созданию фильмов: «Анцио» и «Тайна Санта-Виттории», в котором появился как итальянец, владелец виллы, помогающий Энтони Куинну укрыть от нацистов драгоценные запасы вина. и снялся в оригинальной версии «Унесенных». В 1967 году он был специальным гостем в эпизоде телешоу Мины «Субботний вечер». В 1971 году он появился в «И звезды смотрят», при телевизионной адаптации романа А. Дж. Кронина «Звезды смотрят вниз».
В 1976 году он снялся в фильме «Паскуалино «Семь красоток»», за что он был номинирован на премию «Оскар» за лучшую мужскую роль. Его уровень английского языка, а также знание культуры принесли ему ряд признанных ролей в голливудских постановках, например он сыграл Инспектора Пацци в «Ганнибале». Он также появился в «Человек в огне».
В кино начал сниматься в 1964, но значительных ролей ему долгое время не предлагали. В титрах многочисленных триллеров и эротических комедий он часто скрывался под псевдонимом Джон Чарли Джонс. Самые известные роли Джаннини в главных ролях были в фильмах режиссёра Лины Вертмюллер. Ощущая в Джаннини возможности как для комических, так и для трагических ролей, Вертмюллер снимала актёра в образах простых решительных людей, которым нужно было возвыситься над мирскими проблемами, чтобы вытащить себя из необычных и подчас ужасающих затруднений. В дополнение к «Унесенным» и «Паскуалино «Семь красоток»», он также появился в «Мими-металлист, жертва собственной чести», «Фильм любви и анархии», «Night Full of Rain» и «Франческа и Нунциата».
Позже Джаннини довелось работать с такими известными режиссёрами как Григорий Чухрай («Жизнь прекрасна», 1980) и Райнер Вернер Фассбиндер («Лили Марлен», 1981).
Однако главной его творческой удачей остается роль графа Туллио в последнем фильме великого Лукино Висконти «Невинный» (1976).
Он сыграл роль отца Альберто Арагона в «Прогулке в облаках» в 1995 году. Также он сыграл императора Падиша Шаддама IV в мини-сериале Дюны 2000 года. В 2002 году он снялся в фильме ужасов «Тьма».
Возможно, его самая известная недавняя роль — французский агент Рене Матис в 21-м и 22-м фильмах Джеймса Бонда «Казино Рояль» и его продолжение «Квант милосердия».
Также актёр много работал на дубляже иностранных фильмов. Так его голосом в ряде фильмов говорят Аль Пачино, Джек Николсон, Майкл Дуглас и другие актёры.
Джаннини — отец двоих сыновей: Лоренцо (род. 1967) и Адриано (род. 1971). Младший, Адриано, буквально пошёл по стопам отца, сыграв в сделанном Гаем Ричи ремейке комедии Лины Вертмюллер «Отнесенные необыкновенной судьбой в лазурное море в августе» ту же роль, что и он.
В 2009 году Джаннини получил звезду на итальянской аллее славы в Торонто, Онтарио, Канада.

## Фильмография
- 1965 — Либидо / Libido — Кристиан
- 1966 — Рита-надоеда / Rita la zanzara — профессор Паоло Ранди
- 1967 — Не дразните надоеду / Non stuzzicate la zanzara — Паоло Ранди
- 1968 — Битва за Анцио / Lo sbarco di Anzio — рядовой Челлини
- 1969 — Тайна Санта-Виттории / Il segreto di Santa Vittoria — Фабио
- 1970 - Драма ревности: Все детали в хронике. Dramma della gelosia: tutti i dettagli nella cronaca - Нелло.
- 1972 — Первая ночь покоя / La Prima notte di quiete — Джорджио Моска
- 1973 — Безумный секс / Sessomatto — Доменико
- 1973 — Фильм о любви и анархии / Film d’amore e d’anarchia
- 1974 — Отнесённые необыкновенной судьбой в лазурное море в августе / Travolti da un insolito destino nell’azzurro mare d’agosto — Дженарино Карункио
- 1974 — Дела приличных людей / Fatti di gente perbene — Туллио Мурри
- 1974 — Зверюга / Il bestione — Нино Патровита
- 1975 — В полночь происходят самые сладкие удовольствия / A Mezzanotte Va La Ronda Del Piacere — Джино Бенасио
- 1976 — Невинный / L’ Innocente — Туллио Эрмиль
- 1976 — Паскуалино «Семь красоток» / Pasqualino Settebellezze — Паскуалино Фрафузо
- 1978 — Конец света в нашей супружеской постели однажды дождливой ночью / La fine del mondo nel nostro solito letto in una notte piena di pioggia
- 1979 — Добрая весть / Buone notizie — мужчина
- 1979 — Поездка с Анитой / Viaggio con Anita — Гвидо Массачези
- 1980 — Жизнь прекрасна / La vita è bella — Антонио Мурильо
- 1980 — Лили Марлен / LiLi Marleen — Роберт
- 1982 — Мой дорогой, моя дорогая / Bello mio, bellezza mia — Дженнарио Лагана
- 1984 — Я от Пиконе / Mi manda Picone — Сальваторе Каннавацциуоло
- 1986 — Кровь под солнцем / Blood Red
- 1986 — Грехи / Sins — Марчелло Д’Итри
- 1988 — Мошенники как и мы / I Picari — Гузман
- 1986 — Спасительная милость / Saving Grace — пастырь Абаларди
- 1988 — Бар-закусочная «Будапешт» / Snack Bar Budapest — Адвокат
- 1989 — Нью-йоркские истории / New York Stories — Клаудио
- 1989 — Время убивать / Tempo di uccidere — майор
- 1989 — Непорядочный дядя[итал.], реж. Франко Брузати — Риккардо
- 1990 — Странная болезнь / Il male oscuro — Джузеппе Марки
- 1990 — Взрослая любовь / Vita coi figli — Адриано Ферри
- 1992 — Однажды преступив закон / Once Upon a Crime — Инспектор Боннар
- 1993 — Джованни Фальконе / Giovanni Falcone — Паоло Борселлино
- 1994 — Иаков / Jacob — Лаван
- 1995 — Прогулка в облаках / A Walk in the Clouds — Альберто Арагон
- 1996 — Волчица / La lupa — падре Анджолино
- 1997 — Мутанты / Mimic — Мэнни
- 1998 — Ужин / La cena — профессор
- 2001 — Дюна / Dune — Падишах-Император Шаддам IV
- 2001 — Семейное дело[англ.] / The Whole Shebang — Поп Базинни
- 2001 — Франческа и Нунциата / Francesca e Nunziata — Джордано Монторси
- 2001 — Ганнибал / Hannibal — Ринальдо Пацци
- 2002 — Банкиры Бога / I banchieri di Dio — Флавио Карбони
- 2002 — Тьма / Darkness — Альберт
- 2002 — Дракула / Dracula — профессор Ван Хельсинг
- 2003 — Три женщины / L’acqua… il fuoco — Давид
- 2004 — Гнев / Man on Fire — Мигель Манзано
- 2006 — Казино «Рояль» / Casino Royale — Рене Матис
- 2006 — Византийская принцесса / Tirant lo Blanc — византийский император
- 2008 — Квант милосердия / Quantum of Solace — Рене Матис
- 2008 — Кровь и роза / Il sangue e la rosa — кардинал Роспильози
- 2010 — Прекрасное общество / La bella società — доктор Гуаррази
- 2010 — Светлая сторона Луны / La Prima Notte della Luna — Иван
- 2012 — Омамамия / Omamamia — Лоренцо
- 2012 — АмериКа / AmeriQua — дон Ферракане
- 2017 — Любовь прет-а-порте / Di tutti i colori — Альфонсо, отец Джорджио
- 2018 — Шпионская игра / The Catcher Was a Spy — профессор Эдоардо Амальди
- 2021 — Леонардо / Leonardo — Андреа дель Верроккьо
- 2023 — Книжный клуб: Новая глава / Book Club 2 – The Next Chapter — шеф полиции
- 2024 — Кабрини[англ.] / Cabrini — папа Лев XIII

## Награды
- Великий офицер ордена «За заслуги перед Итальянской Республикой» (28 мая 2003 года)[1]
- Командор ордена «За заслуги перед Итальянской Республикой» (2 июня 1995 года)[2]